# Peter Dellgran
Leif Peter Dellgran, född 27 juli 1954 i Nödinge församling, Älvsborgs län, är en svensk forskare inom socialt arbete som är professor vid Göteborgs universitet.
Dellgran disputerade år 2000 på doktorsavhandlingen Kunskapsbildning, akademisering och professionalisering i socialt arbete, tillsammans med Staffan Höjer. Han har senare varit gästprofessor vid Malmö högskola, där han var vetenskaplig ledare för Centrum för professionsstudier (CPS), och föreståndare för Centrum för forskning om offentlig sektor (CEFOS) vid Göteborgs universitet. Dellgren har också varit studierektor för forskarutbildningen och vice prefekt vid institution socialt arbete, och är verksam som koordinator för institutionens forskargrupp kring organisering, professionalisering och kunskapsbildning (PROG).
Dellgrans huvudsakliga forskningsområden är socialpolitik, försörjnings- och fattigdomsfrågor, konsumtionsmönster, skuldproblem och informellt socialt stöd.
Dellgran är även politiskt aktiv inom Feministiskt initiativ.